# ميدان الاتحاد
ميدان الاتحاد هو تقاطع هام وتاريخي وحي محاذي في مانهاتن، مدينة نيويورك، حيث يقع برودواي وشارع باوري (Bowery) السابق - الجادة الرابعة الآن - معًا في أوائل القرن التاسع عشر؛ يدل اسمها على أن «هنا كان اتحادًا للطريقين الرئيسيين للجزيرة» بدلاً من الاحتفال إما بالاتحاد الفيدرالي للولايات المتحدة أو النقابات العمالية. تحد ساحة ميدان الاتحاد الحالية بالشارع الرابع عشر في الجنوب، وميدان الاتحاد غرباً على الجانب الغربي، والشارع السابع عشر في الشمال، وفي ميدان الاتحاد الشرقي، الذي يربط بين برودواي وبارك أفينيو ساوث إلى الطريق الرابع والاستمرار. برودواي. الحديقة تحت رعاية دائرة الحدائق والاستجمام في مدينة نيويورك.